# Protetorado do Norte da Nigéria
O Norte da Nigéria foi um protetorado britânico que durou de 1900 até 1914, no atual território da Nigéria. O protetorado estendeu-se por 410 000 quilômetros, incluindo os estados pré-coloniais do Califado de Socoto, do Império de Bornu e do Emirado de Kano. O primeiro Alto Comissário do protetorado foi Frederick Lugard, que ativamente reprimiu revoluções e criou um sistema de administração construído em torno de autoridades nativas. O protetorado terminou em 1914, quando foi unificado com o Protetorado Sul da Nigéria e a Colônia de Lagos tornando-se a Província do Norte da Colônia e Protetorado da Nigéria.